# Vastusjärvi
Vastusjärvi är en sjö i Finland. Den ligger i kommunen Enare i landskapet Lappland, i den norra delen av landet, 1 000 km norr om huvudstaden Helsingfors. Vastusjärvi ligger 146,2 meter över havet. Arean är 4,26 kvadratkilometer och strandlinjen är 22,24 kilometer lång. Sjön  ingår i Pasvik älvs huvudavrinningsområde. 